# HD44979
HD44979 — хімічно пекулярна зоря спектрального класу B9, що має видиму зоряну величину в смузі V приблизно  6,5.
Вона  розташована на відстані близько 442,5 світлових років від Сонця.

## Пекулярний хімічний вміст
Зоряна атмосфера HD44979 має підвищений вміст 
Si
.